# Saint-Pierre-d'Oléron
Saint-Pierre-d'Oléron là một xã trong tỉnh Charente-Maritime trong vùng Nouvelle-Aquitaine, tây nam nước Pháp. Xã Saint-Pierre-d'Oléron nằm ở khu vực có độ cao trung bình 2 mét trên mực nước biển.
Thị trấn nằm trên đảo Oléron.